# Боллерупская кирха
Боллерупская кирха (швед. Bollerups kyrka) — лютеранский храм в Боллерупе, в коммуне Тумелилла в лене Сконе. Является храмом церковного прихода Смедсторп епархии Лунда Шведской Церкви. Храм основан в XII веке. Одна из четырёх сохранившихся романских церквей Скании с круглой колокольней.
Первоначальное церковное здание XII века, освящённое в честь святого апостола Петра, состояло из нефа, алтаря и апсиды; колокольня к нему была пристроена в конце XII века. Храма построили из известняка, добывавшегося в местных карьерах. Из него же был построен близлежащий замок. Колокольня была поставлена на высокий цоколь, которого нет у нефа. Вначале церковь имела два входа — на севере и на юге.
В XV веке у нефа появились кирпичные своды. В 1476 году их украсили фресками по заказу благотворительницы прихода Барбары Браге. Последняя, вернувшись в том году из паломнической поездки в Рим, в которой она сопровождала короля Кристиана I и королеву Доротею, вероятно, привезла с собой итальянского мастера-живописца, с которым и атрибутируют храмовые фрески. На пилястре свода на северной стороне нефа, которая в те времена считалась в церкви женской, художник изобразил заказчицу, а на противоположной южной стороне, считавшейся мужской, он написал её сына. Оба благотворителя прихода изображены в полный рост. В руках они держат ленту, соединяющую их поясной аркой. На последней сохранилась надпись на старо-датском языке, которая гласит: «В 1476 году от Рождества Христова благородная госпожа Барбара Браге и её сын Олуф Стигсен отремонтировали всю эту церковь и повесили колокола на колокольне, а также украсили внутреннее убранство храма и купили новую Библию и Миссал. Молитесь за нас». Фрагменты текста можно увидеть и на других арках в храме.
Церковная фреска Страшного суда изображает Христа в мандорле, который восседает на радуге. Его ноги покоятся на земном шаре. Из уст Христа исходят лилия и меч. Ему предстоят Богоматерь и Иоанн Креститель, а также ангелы и мертвецы, восстающие из могил. В другой части нефа изображён Ад с закованными в цепи и затянутыми в геенну огненную грешниками, где их мучают бесы. Один из чертей ловит убегающего монаха, другой готовится ухватить убегающего короля; никому не избежать своей участи. В Аду изображены представители всех сословий. Далее изображён суд Соломона. Праведный царь восседает на троне, перед которым лежит мёртвый ребенок. Рядом воин держит живого ребёнка и по приказу готов разрубить его мечом пополам. Мать живого ребёнка стоит перед царём на коленях. Мать мёртвого — с высоко поднятой головой. За спиной Соломона видны две фигуры, которые не относятся к сюжету. В ещё одной части нефа изображены праведники на пути в Рай, где их встречает апостол Пётр, стоящий на лестнице в Небесный град. Над последним парят ангелы, а в самом Небесном граде видны уже вошедшие в него святые, в то время, как дьявол карабкается по ребристому краю, злобно озираясь назад.

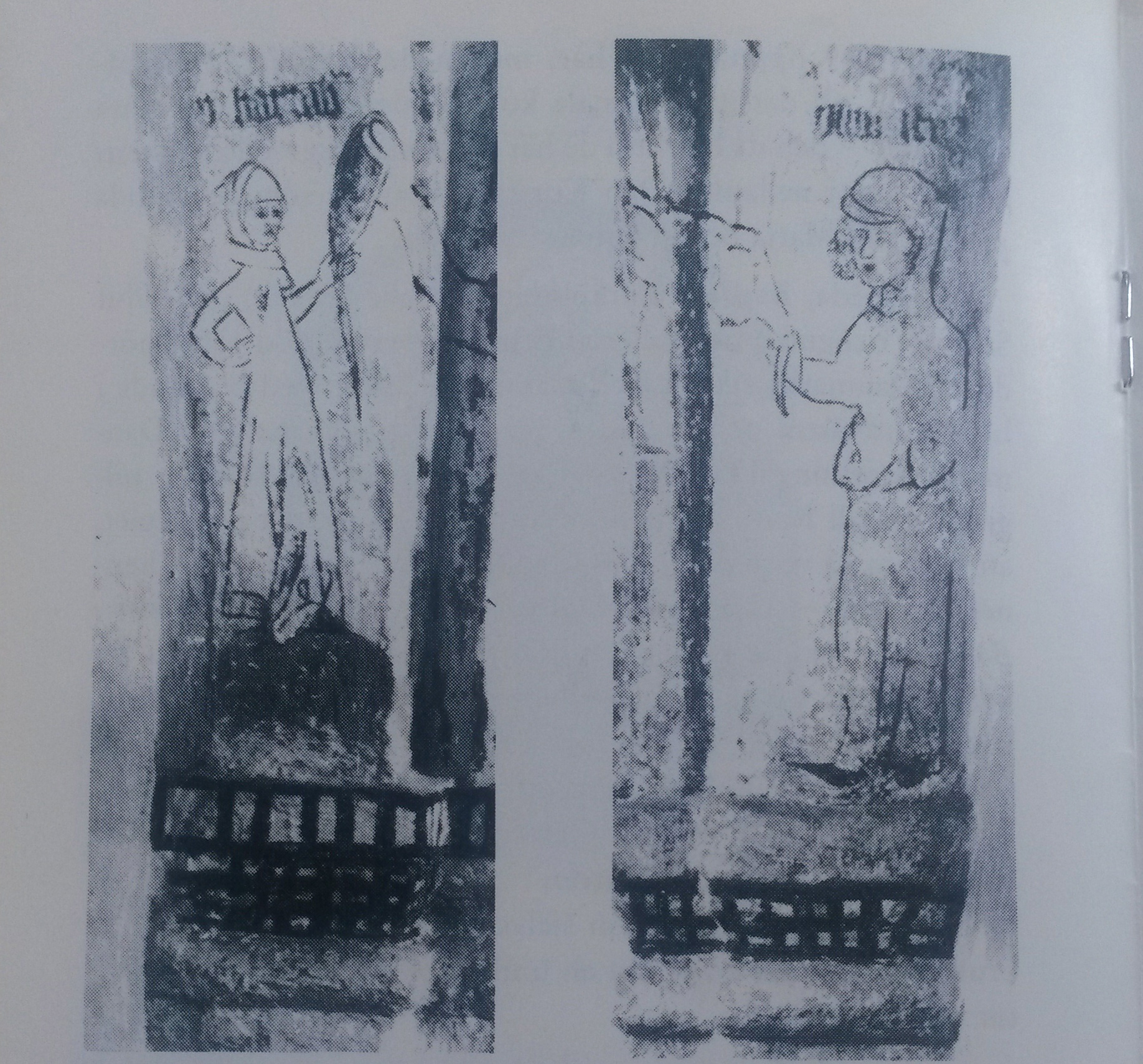
Фрески с изображениями Барбары Браге и Олуфа Стигсена

В храме также есть фреска с восседающей на троне праведной Анной, на коленях у которой сидит её дочь, Дева Мария, с младенцем Иисусом на руках. Два ангела держат мантию за троном. Рядом изображены мужчина с козой, мужчина с раной на лбу и пеликан на дереве, кормящий своих птенцов. Далее следует фреска с изображением апостола Андрея с характерным крестом и Иоанна Крестителя с агнцем на книге и крестом за спиной. На другой фреске Архангел Михаил взвешивает души умерших людей. Рядом стоит Дева Мария, которая, положив палец на чашу весов, помогает душе спастись, в то время, как бесы тщетно пытаются перевесить весы в другую сторону. Архангел Михаил в одной руке держит весы, а в другой копьё, которое вонзает в дьявола. Ещё одна фреска изображает святого Христофора. Святой с удивлением смотрит на младенца Иисуса, который оказался тяжелее, чем он думал. В руке святой держит посох — дуб. У ног его лежит краб. Рядом изображена хижина, где сидит отшельник с фонарем и ловит рыбу. У хижины видна лодка с мешками полными зерна.
Во время Реформации в Швеции в 1536 году росписи были скрыты под штукатуркой. Их обнаружили только в 1955 году.
В 1649 году в храме была построена усыпальница рода Ранцау, которая была снесена в 1869 году. В следующем году в церкви установили алтарь с алтарным образом. Тогда же в XVII веке в храме появились резная деревянная кафедра в стиле возрождения, купель для крещения и алтарные подсвечники. В 1740—1741 годах церковь была отремонтирована при поддержке представителей рода Ранцау. В 1869—1874 годах храм расширили за счёт хоров и нефа, а также ризницы в форме апсиды. В 1955—1965 годах церковь снова реставрировали, на этот раз большое внимание было уделено восстановлению росписей на сводах и стенах храма. Старейшим предметом в интерьере церкви является купель для крещения в романском стиле, датируемая 1200 годом. В 1966 году в храме был установлен новый механический орган, построенный мастером Андерсом Перссоном.